# استان ریزه
ریزه (به ترکی استانبولی: Rize) نام یکی از استان‌های ترکیه است که مرکز آن هم شهر ریزه است.
بیشترین محصول چای ترکیه در این استان برداشت میشود.

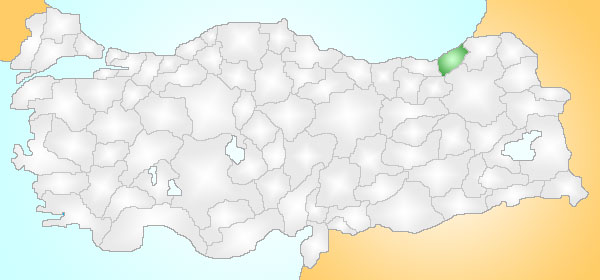
محل استان ریزه در نقشه ترکیه

## شهرستان‌ها
- ریزه (مرکز استان)
- آردشن
- چاملی همشین
- چایلی
- دره‌پازاری
- فندق‌لی
- گونی‌سو
- همشین
- ایکیزدره
- ایی‌دره
- کالکان‌دره
- پازار